# Plastronformule
De plastronformule is een term die in de herpetologie wordt gebruikt om verschillende soorten schildpadden van elkaar te onderscheiden. De formule is gebaseerd op de relatieve lengte van de naden tussen de gepaarde buikschilden van het buikpantser (plastron).
De plastronformule geeft de relatieve grootte weer van de verschillende hoornplaten aan de onderzijde door het schild met de langste naad vooraan te plaatsen en de schilden met de kortste naad achteraan. Alleen de schilden die in het midden zijn gelegen worden meegeteld en niet de aan de rand van het schild gelegen platen zoals het okselschild, de inframarginale schilden of het maagschild. Ook schilden die niet standaard voorkomen bij alle soorten, zoals het dijschild (of inguilairschild), worden meestal buiten de formule gelaten.
De formule kan verschillen tussen de mannetjes en vrouwtjes van dezelfde soort, zoals bij de Kaspische beekschildpad (Mauremys caspica) het geval is. Bij de vrouwtjes is de naad tussen de femoraalschilden groter dan het abdominaalschild, bij de mannetjes is dit net andersom. De plastronformule van vrouwtjes is abd > fem > pect > gul > hum > an en die van mannetjes is fem > abd > pect > gul > hum > an.

## Voorbeeld
Een voorbeeld van een plastronformule is die van de onechte karetschildpad (Caretta caretta). Bij deze soort is de plastronformule als volgt;
anaal > abdominaal >< femoraal > humeraal > pectoraal > gulair > intergulair.
Dit betekent dat de naad tussen de anaalschilden het langst is waardoor deze als eerste wordt vermeld, daarna volgt de naad tussen de buikschilden (of abdominaalschilden). Omdat de naad van de anaalschilden groter is wordt het >- teken gebruikt; dus anaal > abdominaal. De buikschilden kunnen echter zowel groter als kleiner zijn dan de dijbeenschilden (femoraal) en dit wordt aangegeven met de tekens ><. De naad tussen de dijbeenschilden is altijd langer dan die van de bovenarmschilden (humeraal) en deze is altijd langer dan die van de borstschilden (pectoraal) et cetera. Als de naden tussen twee schilden zowel groter als even groot kunnen zijn wordt het teken ≥ gebruikt.
De schilden worden in de plastronformule meestal afgekort weergegeven, die van de onechte karetschildpad is dus eigenlijk: an > abd >< fem > hum > pect > gul > intergul.

## De schilden van het plastron
| Buikschilden van de gewone doosschildpad, van voor naar achter. | Buikschilden van de gewone doosschildpad, van voor naar achter. | Buikschilden van de gewone doosschildpad, van voor naar achter. | Buikschilden van de gewone doosschildpad, van voor naar achter. | Buikschilden van de gewone doosschildpad, van voor naar achter. | Buikschilden van de gewone doosschildpad, van voor naar achter. | Buikschilden van de gewone doosschildpad, van voor naar achter. |
| Nederlandse naam                                                | Officiële naam                                                  | Afkorting                                                       | Beschrijving                                                    | Letter op tekening                                              | Tekening                                                        |                                                                 |
| --------------------------------------------------------------- | --------------------------------------------------------------- | --------------------------------------------------------------- | --------------------------------------------------------------- | --------------------------------------------------------------- | --------------------------------------------------------------- | --------------------------------------------------------------- |
| Tussenkeelschild                                                | Intergulair                                                     | intergul                                                        | De meest vooraan gelegen schilden                               | iG                                                              |                                                                 |                                                                 |
| Keelschild                                                      | Gulair                                                          | gul                                                             | Schilden voor de borst                                          | G                                                               |                                                                 |                                                                 |
| Bovenarmschild                                                  | Humeraal                                                        | hum                                                             | Schilden onder de voorpoten                                     | H                                                               |                                                                 |                                                                 |
| Borstschild                                                     | Pectoraal                                                       | pect                                                            | Schilden onder de borst                                         | P                                                               |                                                                 |                                                                 |
| Buikschild                                                      | Abdominaal                                                      | abd                                                             | Schilden onder de buik                                          | Ab                                                              |                                                                 |                                                                 |
| Dijbeenschild                                                   | Femoraal                                                        | fem                                                             | Schilden onder de achterpoten                                   | F                                                               |                                                                 |                                                                 |
| Anaalschild                                                     | Anaal                                                           | an                                                              | Achterste schilden                                              | An                                                              |                                                                 |                                                                 |